# 竹原村 (茨城県)
竹原村（たけはらむら）は、茨城県東茨城郡にかつて存在した村である。

## 地理
旧美野里町の西部、現在の小美玉市の北西部に位置している。

## 歴史
村名の由来は中世に存在した竹原郷に由来する。

### 村域の変遷
- 1889年（明治22年）4月1日 - 町村制施行に伴い、竹原村・竹原中郷村・竹原下郷村・上馬場村・羽鳥村・大谷村・小曽納村・中台村・花野井村・中野谷村が合併し東茨城郡竹原村が発足。
- 1956年（昭和31年）8月1日 - 堅倉村と合併して竹原堅倉村が発足。竹原堅倉村は即日改称して美野里村となる。竹原村は消滅。

変遷表
| 1868年 以前 | 1868年 以前 | 明治元年 | 明治17年   | 明治22年 4月1日 | 昭和31年 8月1日              | 昭和34年 4月1日 | 平成18年 3月27日 | 現在     |
| ----------- | ----------- | -------- | ---------- | --------------- | ---------------------------- | --------------- | ---------------- | -------- |
|             | 竹原村      | 竹原村   | 竹原村     | 竹原村          | 竹原堅倉村 即日改称 美野里村 | 町制 美野里町   | 小美玉市         | 小美玉市 |
|             | 竹原中郷村  |          |            | 竹原村          | 竹原堅倉村 即日改称 美野里村 | 町制 美野里町   | 小美玉市         | 小美玉市 |
|             | 竹原新田    | 竹原新田 | 竹原下郷村 | 竹原村          | 竹原堅倉村 即日改称 美野里村 | 町制 美野里町   | 小美玉市         | 小美玉市 |
|             | 馬場村      | 上馬場村 | 上馬場村   | 竹原村          | 竹原堅倉村 即日改称 美野里村 | 町制 美野里町   | 小美玉市         | 小美玉市 |
|             | 羽鳥村      |          |            | 竹原村          | 竹原堅倉村 即日改称 美野里村 | 町制 美野里町   | 小美玉市         | 小美玉市 |
|             | 大谷村      |          |            | 竹原村          | 竹原堅倉村 即日改称 美野里村 | 町制 美野里町   | 小美玉市         | 小美玉市 |
|             | 小曽納村    |          |            | 竹原村          | 竹原堅倉村 即日改称 美野里村 | 町制 美野里町   | 小美玉市         | 小美玉市 |
|             | 中台村      |          |            | 竹原村          | 竹原堅倉村 即日改称 美野里村 | 町制 美野里町   | 小美玉市         | 小美玉市 |
|             | 花野井村    |          |            | 竹原村          | 竹原堅倉村 即日改称 美野里村 | 町制 美野里町   | 小美玉市         | 小美玉市 |
|             | 中野谷村    |          |            | 竹原村          | 竹原堅倉村 即日改称 美野里村 | 町制 美野里町   | 小美玉市         | 小美玉市 |

## 大字
- 竹原（たけはら）
- 竹原中郷（たけはらなかごう）
- 竹原下郷（たけはらしもごう）
- 上馬場（かみばば）
- 羽鳥（はとり）
- 大谷（おおや）
- 小曽納（おそのう）
- 中台（なかだい）
- 花野井（はなのい）
- 中野谷（なかのや）

## 人口・世帯

### 人口
総数 [単位： 人]
| 1891年（明治22年） | 2,960 |
| 1920年（大正 9年） | 3,960 |
| 1935年（昭和10年） | 4,438 |
| 1950年（昭和25年） | 6,266 |

### 世帯
総数 [単位： 世帯]
| 1920年（大正 9年） | 788   |
| 1935年（昭和10年） | 811   |
| 1950年（昭和25年） | 1,141 |

## 交通

### 鉄道
- 日本国有鉄道（東日本旅客鉄道）
  - ■常磐線
    - 羽鳥駅

### 道路
- 一級国道
  - 国道6号（水戸街道）